# Laboissière-en-Santerre
Laboissière-en-Santerre és un municipi francès situat al departament del Somme i a la regió dels Alts de França. L'any 2007 tenia 142 habitants.

## Demografia

### Població

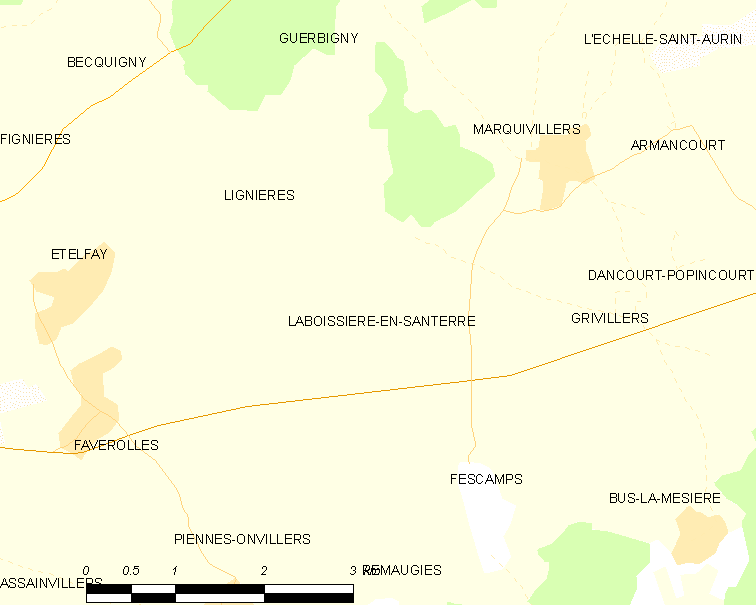

El 2007 la població de fet de Laboissière-en-Santerre era de 142 persones. Hi havia 64 famílies de les quals 20 eren unipersonals (12 homes vivint sols i 8 dones vivint soles), 16 parelles sense fills, 20 parelles amb fills i 8 famílies monoparentals amb fills.
La població ha evolucionat segons el següent gràfic:
Habitants censats

### Habitatges
El 2007 hi havia 73 habitatges, 63 eren l'habitatge principal de la família, 7 eren segones residències i 3 estaven desocupats. 70 eren cases i 1 era un apartament. Dels 63 habitatges principals, 48 estaven ocupats pels seus propietaris, 12 estaven llogats i ocupats pels llogaters i 3 estaven cedits a títol gratuït; 2 tenien dues cambres, 16 en tenien tres, 22 en tenien quatre i 24 en tenien cinc o més. 52 habitatges disposaven pel capbaix d'una plaça de pàrquing. A 31 habitatges hi havia un automòbil i a 29 n'hi havia dos o més.

### Piràmide de població

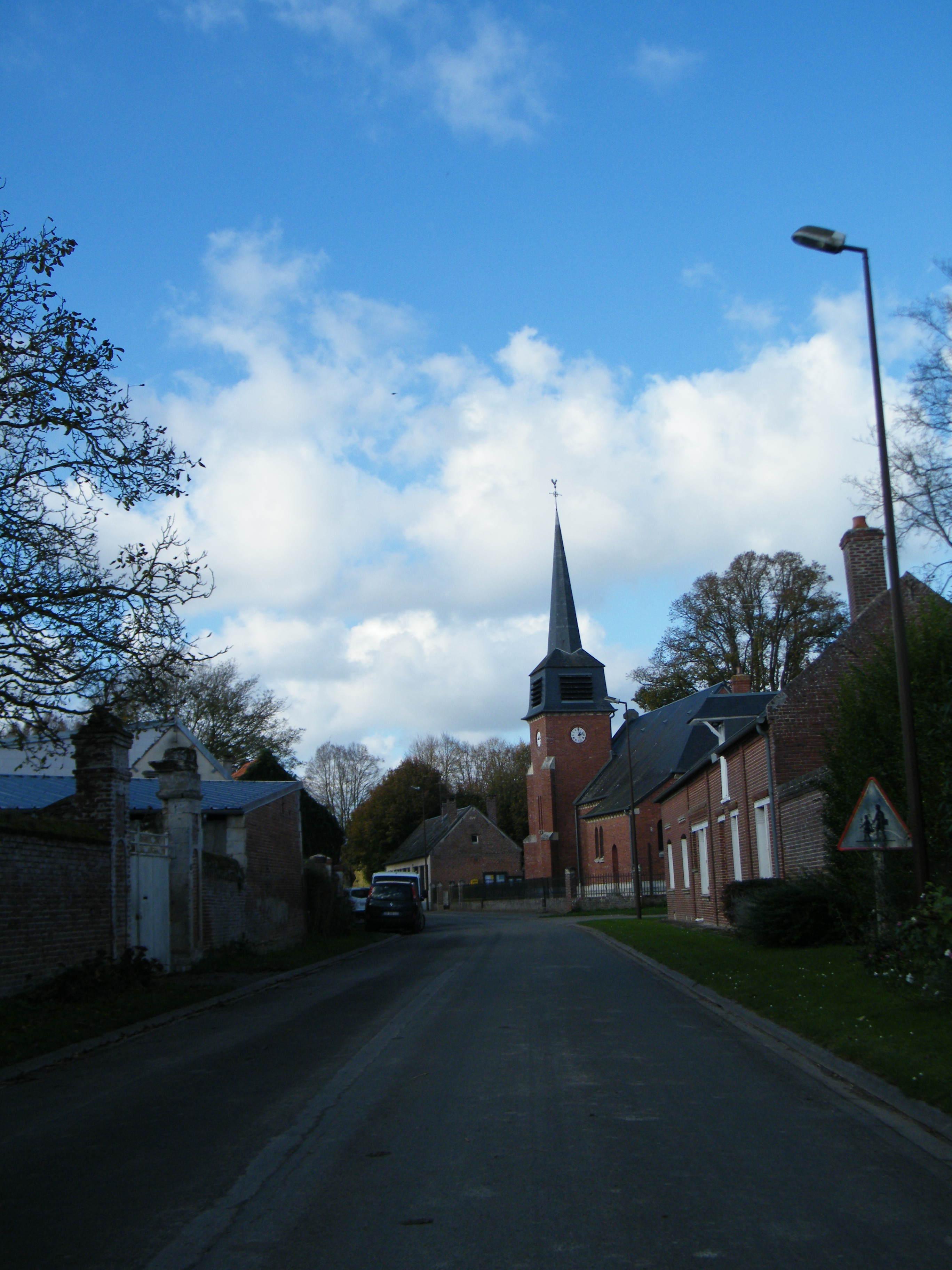

La piràmide de població per edats i sexe el 2009 era:
| Homes | Edats   | Dones |
| ----- | ------- | ----- |
| 0     | 95 o +  | 0     |
| 0     | 90 a 94 | 0     |
| 4     | 85 a 89 | 0     |
| 0     | 80 a 84 | 0     |
| 0     | 75 a 79 | 0     |
| 8     | 70 a 74 | 8     |
| 4     | 65 a 69 | 4     |
| 8     | 60 a 64 | 8     |
| 4     | 55 a 59 | 4     |
| 4     | 50 a 54 | 4     |
| 4     | 45 a 49 | 8     |
| 0     | 40 a 44 | 0     |
| 8     | 35 a 39 | 12    |
| 0     | 30 a 34 | 4     |
| 0     | 25 a 29 | 0     |
| 0     | 20 a 24 | 0     |
| 0     | 15 a 19 | 0     |
| 0     | 10 a 14 | 8     |
| 0     | 5 a 9   | 0     |
| 0     | 0 a 4   | 4     |

## Economia

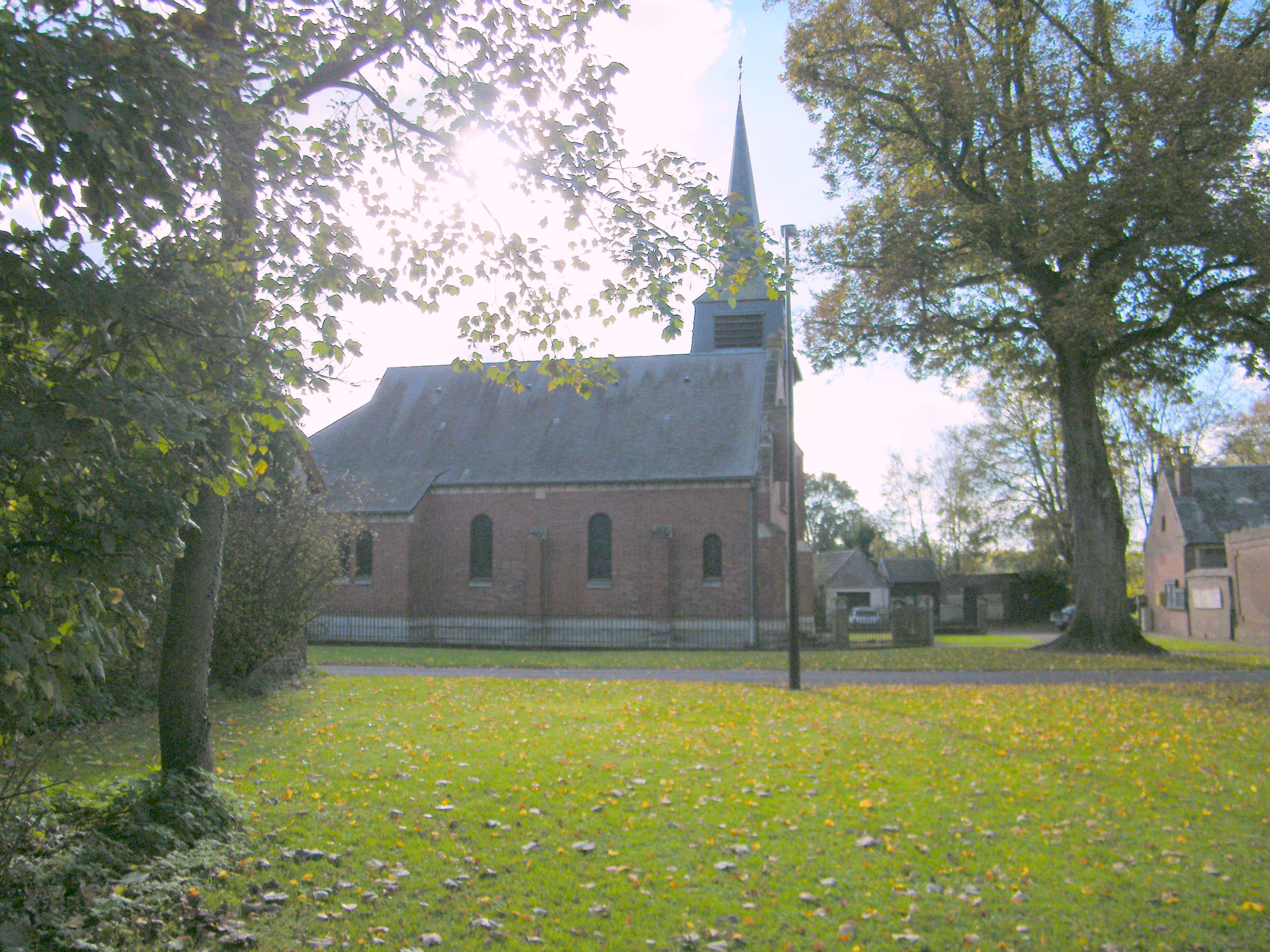

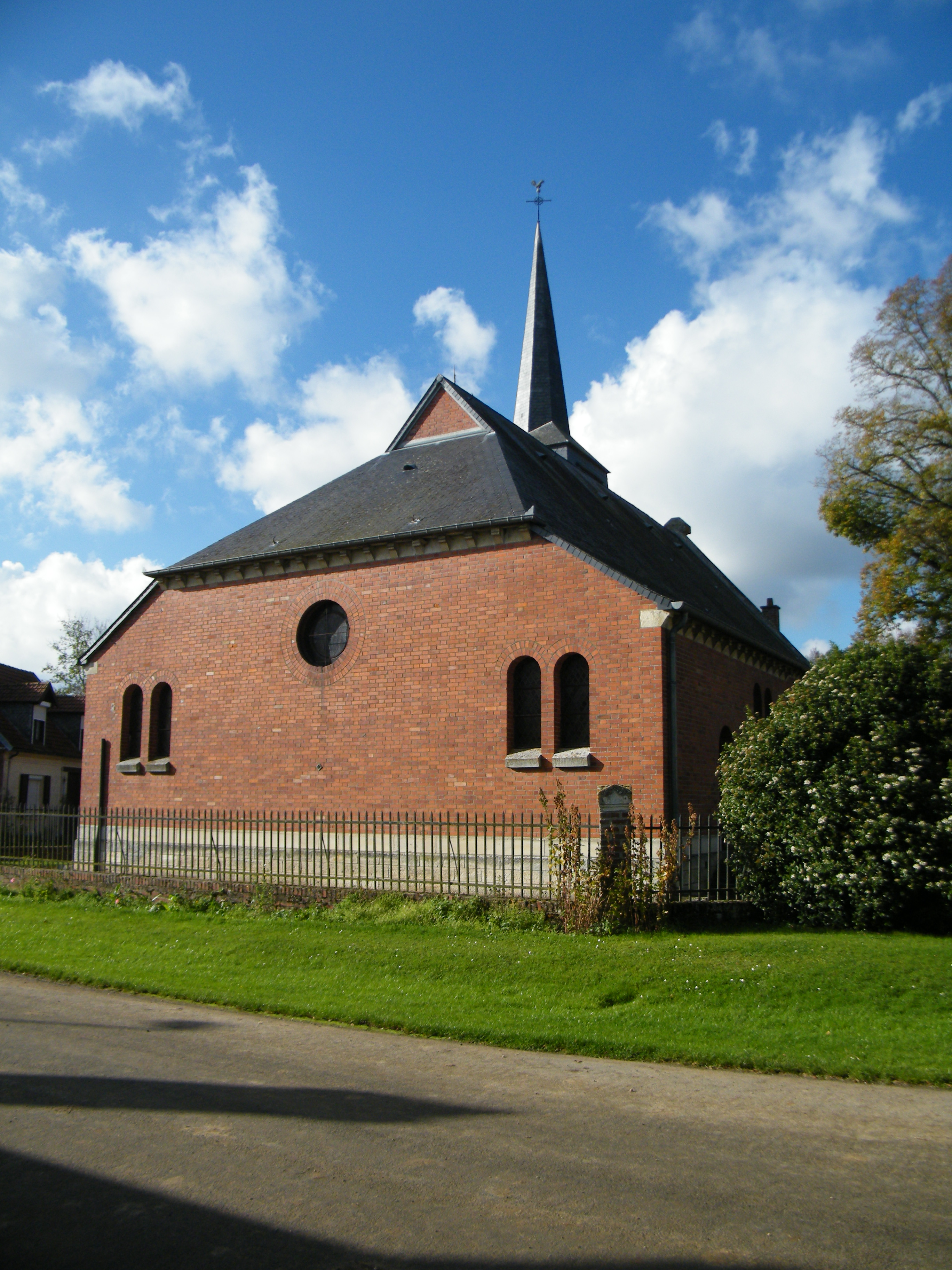

El 2007 la població en edat de treballar era de 87 persones, 73 eren actives i 14 eren inactives. De les 73 persones actives 65 estaven ocupades (36 homes i 29 dones) i 8 estaven aturades (8 dones i 8 dones). De les 14 persones inactives 6 estaven jubilades i 8 estaven classificades com a «altres inactius».

### Ingressos
El 2009 a Laboissière-en-Santerre hi havia 60 unitats fiscals que integraven 133 persones, la mediana anual d'ingressos fiscals per persona era de 17.311 €.

### Activitats econòmiques
Dels 7 establiments que hi havia el 2007, 1 era d'una empresa de fabricació d'altres productes industrials, 4 d'empreses de comerç i reparació d'automòbils, 1 d'una empresa d'informació i comunicació i 1 d'una empresa de serveis.
L'any 2000 a Laboissière-en-Santerre hi havia 6 explotacions agrícoles.

## Poblacions més properes

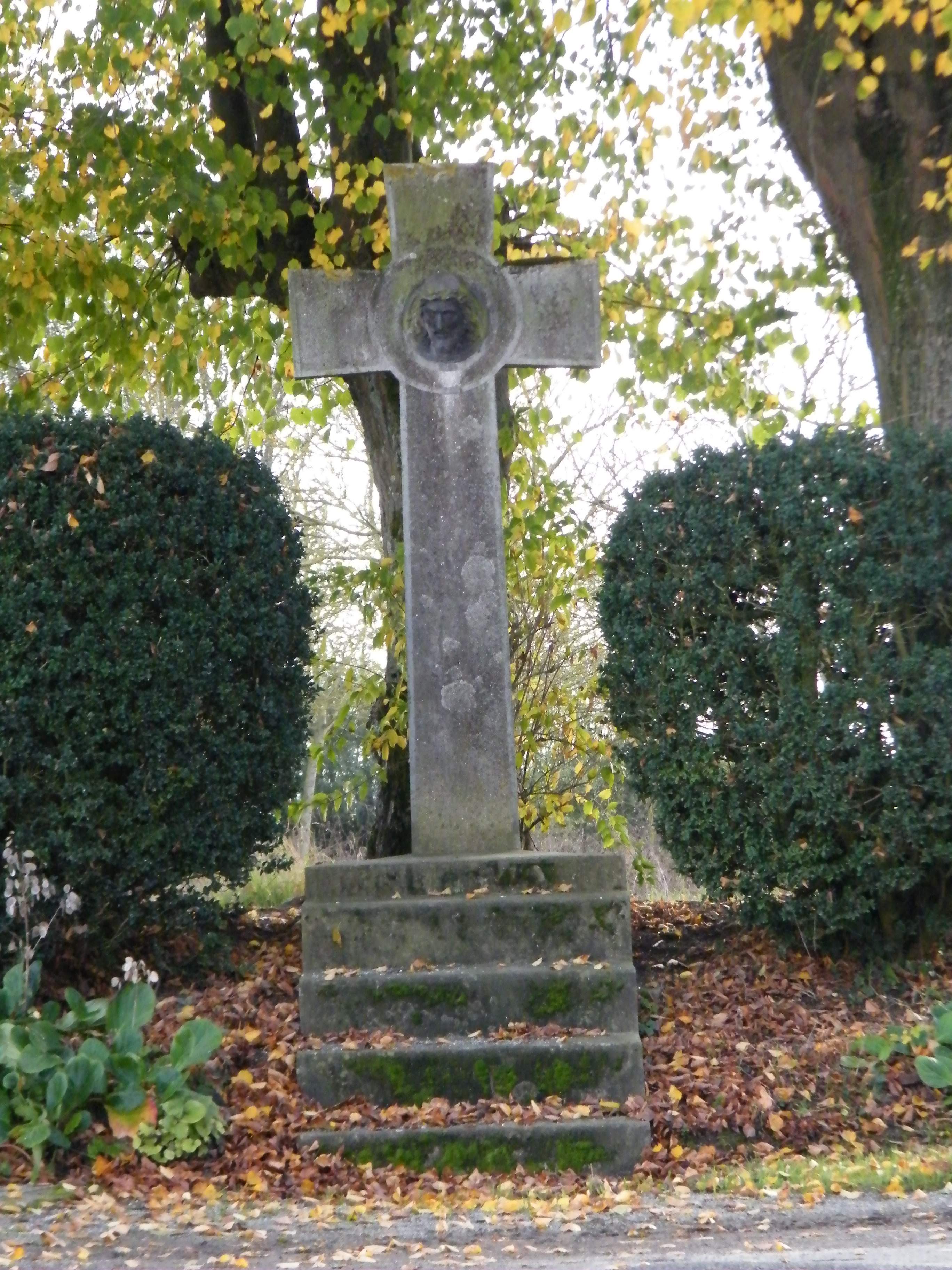

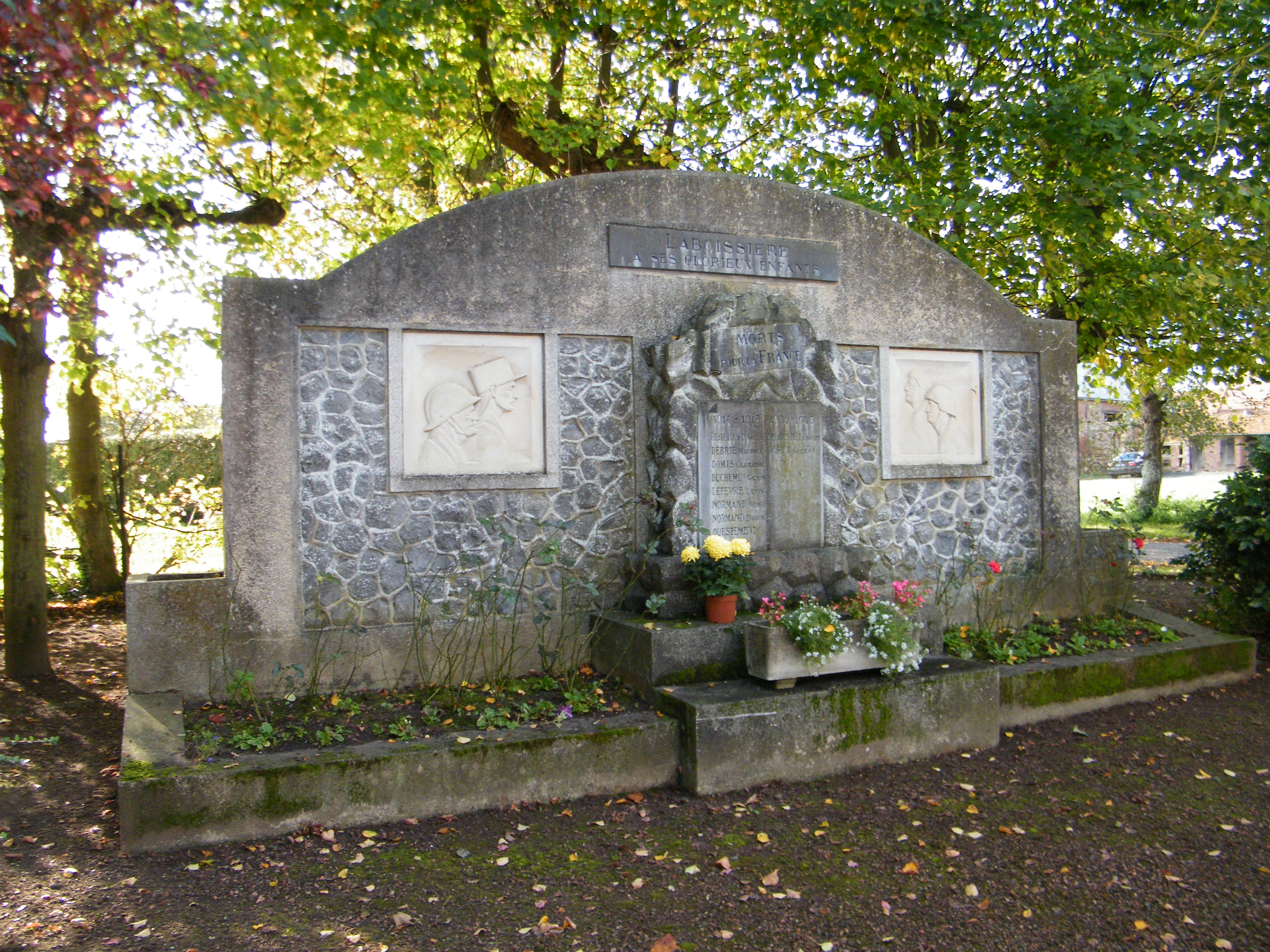

El següent diagrama mostra les poblacions més properes.